# Campionati del mondo di ciclismo su pista 2020 - Velocità maschile
La gara di velocità maschile ai Campionati del mondo di ciclismo su pista 2020 si è svolta il 29 febbraio e il 1º marzo 2020.

## Podio
| Pos.    | Atleta            | Nazionalità |
| ------- | ----------------- | ----------- |
| Oro     | Harrie Lavreysen  | Paesi Bassi |
| Argento | Jeffrey Hoogland  | Paesi Bassi |
| Bronzo  | Azizulhasni Awang | Malaysia    |

## Risultati

### Qualificazioni
I migliori quattro tempi si qualificano direttamente agli ottavi di finale, gli atleti tra il quinto ed il ventottesimo posto si qualificano per i sedicesimi di finale.
| Posizione | Atleta                       | Nazione           | Tempo  | Gap    | Note |
| --------- | ---------------------------- | ----------------- | ------ | ------ | ---- |
| 1         | Harrie Lavreysen             | Paesi Bassi       | 9.253  |        | Q    |
| 2         | Jeffrey Hoogland             | Paesi Bassi       | 9.322  | +0.069 | Q    |
| 3         | Mateusz Rudyk                | Polonia           | 9.434  | +0.181 | Q    |
| 4         | Denis Dmitriev               | Russia            | 9.522  | +0.269 | Q    |
| 5         | Azizulhasni Awang            | Malaysia          | 9.548  | +0.295 | q    |
| 6         | Nicholas Paul                | Trinidad e Tobago | 9.556  | +0.303 | q    |
| 7         | Jason Kenny                  | Gran Bretagna     | 9.561  | +0.308 | q    |
| 8         | Yudai Nitta                  | Giappone          | 9.562  | +0.309 | q    |
| 9         | Quentin Caleyron             | Francia           | 9.564  | +0.311 | q    |
| 10        | Stefan Bötticher             | Germania          | 9.568  | +0.315 | q    |
| 11        | Matthijs Büchli              | Paesi Bassi       | 9.575  | +0.322 | q    |
| 12        | Sebastien Vigier             | Francia           | 9.595  | +0.342 | q    |
| 13        | Tomohiro Fukaya              | Giappone          | 9.607  | +0.354 | q    |
| 14        | Muhammad Shah Firdaus Sahrom | Malaysia          | 9.609  | +0.356 | q    |
| 15        | Sam Webster                  | Nuova Zelanda     | 9.615  | +0.362 | q    |
| 16        | Nathan Hart                  | Australia         | 9.624  | +0.371 | q    |
| 17        | Matthew Richardson           | Australia         | 9.628  | +0.375 | q    |
| 18        | Sándor Szalontay             | Ungheria          | 9.650  | +0.397 | q    |
| 19        | Jack Carlin                  | Gran Bretagna     | 9.659  | +0.406 | q    |
| 20        | Juan Peralta Gascon          | Spagna            | 9.668  | +0.415 | q    |
| 21        | Jair Tjon En Fa              | Suriname          | 9.668  | +0.415 | q    |
| 22        | Zhou Yu                      | Cina              | 9.674  | +0.421 | q    |
| 23        | Kevin Quintero               | Colombia          | 9.682  | +0.429 | q    |
| 24        | Xu Chao                      | Cina              | 9.693  | +0.440 | q    |
| 25        | Sam Ligtlee                  | Paesi Bassi       | 9.704  | +0.451 | q    |
| 26        | Ethan Mitchell               | Nuova Zelanda     | 9.753  | +0.500 | q    |
| 27        | Hsieh Nien-hsing             | Taipei cinese     | 9.764  | +0.511 | q    |
| 28        | Vasilijus Lendel             | Lituania          | 9.765  | +0.512 | q    |
| 29        | Pavel Kelemen                | Rep. Ceca         | 9.784  | +0.531 |      |
| 30        | Law Tsz Chun                 | Hong Kong         | 9.807  | +0.554 |      |
| 31        | Martin Čechman               | Rep. Ceca         | 9.835  | +0.582 |      |
| 32        | Santiago Ramírez             | Colombia          | 9.936  | +0.683 |      |
| 33        | Muhammad Fadhil Mohd Zonis   | Malaysia          | 9.945  | +0.692 |      |
| 34        | Jean Spies                   | Sudafrica         | 10.184 | +0.931 |      |
| -         | Pavel Yakushevskiy           | Russia            | DNF    | DNF    | DNF  |

DNF = Prova non completata

### Sedicesimi di finale
I vincitori di ogni batteria si qualificano per gli ottavi di finale
| Batteria | Posizione | Atleta                       | Nazione           | Gap    | Note |
| -------- | --------- | ---------------------------- | ----------------- | ------ | ---- |
| 1        | 1         | Azizulhasni Awang            | Malaysia          |        | Q    |
| 1        | 2         | Vasilijus Lendel             | Lituania          | +0.279 |      |
| 2        | 1         | Nicholas Paul                | Trinidad e Tobago |        | Q    |
| 2        | 2         | Hsieh Nien-hsing             | Taipei cinese     | +0.093 |      |
| 3        | 1         | Jason Kenny                  | Gran Bretagna     |        | Q    |
| 3        | 2         | Ethan Mitchell               | Nuova Zelanda     | +1.259 |      |
| 4        | 1         | Yudai Nitta                  | Giappone          |        | Q    |
| 4        | 2         | Sam Ligtlee                  | Paesi Bassi       | +0.050 |      |
| 5        | 1         | Quentin Caleyron             | Francia           |        | Q    |
| 5        | 2         | Xu Chao                      | Cina              | +0.165 |      |
| 6        | 1         | Stefan Bötticher             | Germania          |        | Q    |
| 6        | 2         | Kevin Quintero               | Colombia          | +0.035 |      |
| 7        | 1         | Matthijs Büchli              | Paesi Bassi       |        | Q    |
| 7        | 2         | Zhou Yu                      | Cina              | +0.041 |      |
| 8        | 1         | Jair Tjon En Fa              | Suriname          |        | Q    |
| 8        | 2         | Sebastien Vigier             | Francia           | +0.006 |      |
| 9        | 1         | Tomohiro Fukaya              | Giappone          |        | Q    |
| 9        | 2         | Juan Peralta Gascon          | Spagna            | +0.094 |      |
| 10       | 1         | Muhammad Shah Firdaus Sahrom | Malaysia          |        | Q    |
| 10       | 2         | Jack Carlin                  | Gran Bretagna     | +0.032 |      |
| 11       | 1         | Sam Webster                  | Nuova Zelanda     |        | Q    |
| 11       | 2         | Sándor Szalontay             | Ungheria          | +0.096 |      |
| 12       | 1         | Nathan Hart                  | Australia         |        | Q    |
| 12       | 2         | Matthew Richardson           | Australia         | +0.072 |      |

### Ottavi di finale
I vincitori di ogni batteria si qualificano per i quarti di finale
| Batteria | Posizione | Atleta                       | Nazione           | Gap    | Note |
| -------- | --------- | ---------------------------- | ----------------- | ------ | ---- |
| 1        | 1         | Harrie Lavreysen             | Paesi Bassi       |        | Q    |
| 1        | 2         | Nathan Hart                  | Australia         | +0.347 |      |
| 2        | 1         | Jeffrey Hoogland             | Paesi Bassi       |        | Q    |
| 2        | 2         | Sam Webster                  | Nuova Zelanda     | +0.049 |      |
| 3        | 1         | Mateusz Rudyk                | Polonia           |        | Q    |
| 3        | 2         | Muhammad Shah Firdaus Sahrom | Malaysia          | +0.001 |      |
| 4        | 1         | Tomohiro Fukaya              | Giappone          |        | Q    |
| 4        | 2         | Denis Dmitriev               | Russia            | +0.396 |      |
| 5        | 1         | Azizulhasni Awang            | Malaysia          |        | Q    |
| 5        | 2         | Jair Tjon En Fa              | Suriname          | +0.120 |      |
| 6        | 1         | Matthijs Büchli              | Paesi Bassi       |        | Q    |
| 6        | 2         | Nicholas Paul                | Trinidad e Tobago | +0.048 |      |
| 7        | 1         | Stefan Bötticher             | Germania          |        | Q    |
| 7        | 2         | Jason Kenny                  | Gran Bretagna     | +0.047 |      |
| 8        | 1         | Yudai Nitta                  | Giappone          |        | Q    |
| 8        | 2         | Quentin Caleyron             | Francia           | +0.071 |      |

### Quarti di finale
I vincitori di ogni batteria si qualificano per le semifinali
| Batteria | Posizione | Atleta            | Nazione     | Gara 1 | Gara 2 | Gara 3 | Note |
| -------- | --------- | ----------------- | ----------- | ------ | ------ | ------ | ---- |
| 1        | 1         | Harrie Lavreysen  | Paesi Bassi |        |        |        | Q    |
| 1        | 2         | Yudai Nitta       | Giappone    | +0.106 | +0.151 |        |      |
| 2        | 1         | Jeffrey Hoogland  | Paesi Bassi |        |        |        | Q    |
| 2        | 2         | Stefan Bötticher  | Germania    | +0.126 | +0.150 |        |      |
| 3        | 1         | Mateusz Rudyk     | Polonia     |        |        |        | Q    |
| 3        | 2         | Matthijs Büchli   | Paesi Bassi | +0.131 | +0.185 |        |      |
| 4        | 1         | Azizulhasni Awang | Malaysia    |        |        |        | Q    |
| 4        | 2         | Tomohiro Fukaya   | Giappone    | +0.083 | +0.000 |        |      |

### Semifinali
I vincitori di ogni batteria si qualificano alla finale per l'oro, gli altri si qualificano alla finale per il bronzo
| Batteria | Posizione | Atleta            | Nazione     | Gara 1 | Gara 2 | Gara 3 | Note |
| -------- | --------- | ----------------- | ----------- | ------ | ------ | ------ | ---- |
| 1        | 1         | Harrie Lavreysen  | Paesi Bassi |        |        |        | Q    |
| 1        | 2         | Azizulhasni Awang | Malaysia    | +0.475 | +0.330 |        |      |
| 2        | 1         | Jeffrey Hoogland  | Paesi Bassi |        |        |        | Q    |
| 2        | 2         | Mateusz Rudyk     | Polonia     | +0.663 | +0.113 |        |      |

### Finali
| Posizione            | Atleta            | Nazione     | Gara 1 | Gara 2 | Gara 3 |
| -------------------- | ----------------- | ----------- | ------ | ------ | ------ |
| Finale per l'oro     |                   |             |        |        |        |
| 1                    | Harrie Lavreysen  | Paesi Bassi |        |        |        |
| 2                    | Jeffrey Hoogland  | Paesi Bassi | +0.064 | +0.195 |        |
| Finale per il bronzo |                   |             |        |        |        |
| 3                    | Azizulhasni Awang | Malaysia    |        |        |        |
| 4                    | Mateusz Rudyk     | Polonia     | +0.000 | +0.853 |        |